# Cercle màxim

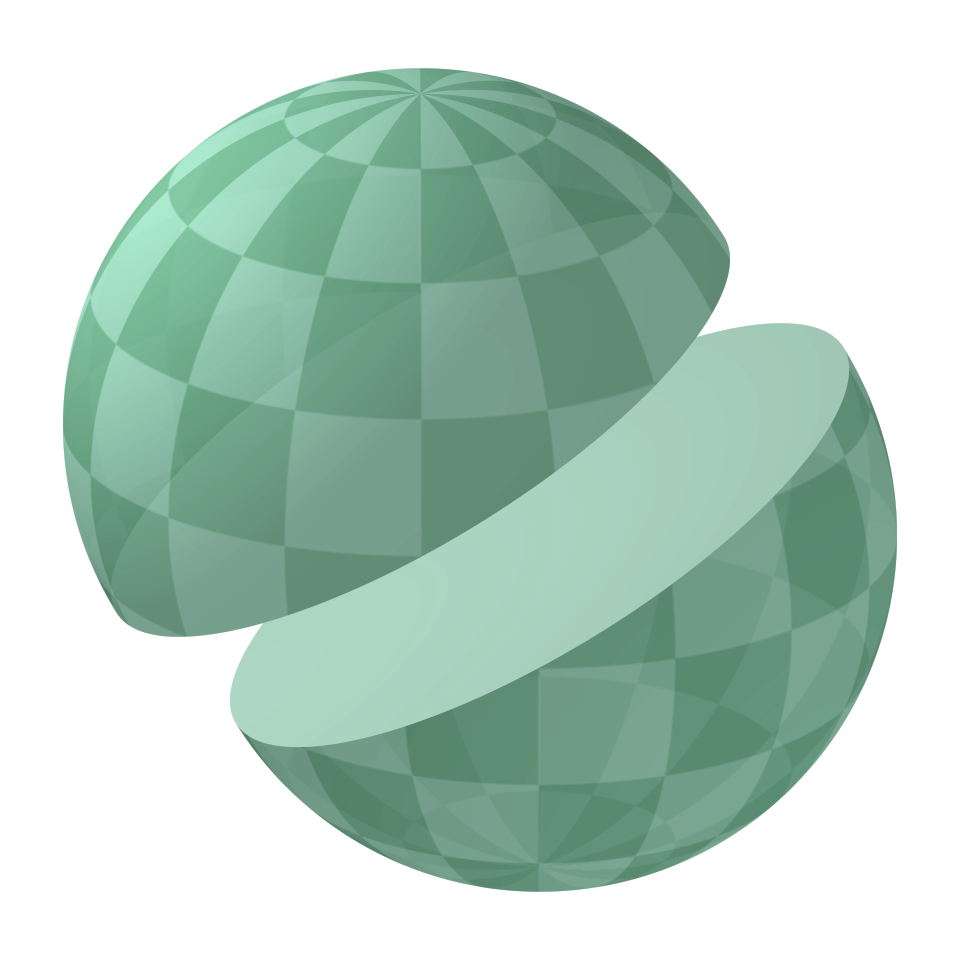
Un cercle màxim divideix l'esfera en dos hemisferis iguals.

El cercle màxim, denominat també cercle major o gran cercle, és el cercle resultant d'una secció realitzada a una esfera mitjançant un pla que passi pel seu centre i la divideixi en dos hemisferis idèntics, la secció circular obtinguda té el mateix diàmetre que l'esfera. La distància més curta entre dos punts de la superfície d'una esfera sempre és l'arc de cercle màxim que els uneix. Aquest arc rep el nom de línia ortodròmica. En geografia i cartografia, els cercles màxims que passen pels pols es determinen les línies de longitud o (meridià). De les línies que determinen la latitud, en canvi, només hi ha un cercle màxim: l'equador terrestre. Els altres arcs de latitud estan determinats per cercles menors paral·lels a l'equador o (paral·lels).
El radi del gran cercle de l'esfera és igual al radi de l'esfera sobre la qual es troba. Un cercle gran és el cercle més gran que es pot dibuixar en una esfera determinada. Qualsevol diàmetre de qualsevol cercle gran coincideix amb el diàmetre de l'esfera i, per tant, tots els cercles grans tenen el mateix centre i circumferència. Aquest cas especial del cercle de l'esfera contrasta amb el cercle petit, és a dir, la intersecció de l'esfera i el pla que no passa pel centre. Cada cercle de l'espai euclidià és un gran cercle d'una esfera exactament.

La trajectòria del gran cercle d'una ruta aèria (línia vermella)
La trajectòria seguint un corrent en raig (línia verda).

En la geometria riemanniana aquest concepte serveix per il·lustrar com hi ha espais on hi ha punts, com els antipodals, que admeten més d'una geodèsica contrastant el que passa a espais euclidians on per qualsevol dos punts arbitraris només hi passa una única geodèsica.
Per a la majoria de parells de punts diferents a la superfície de l'esfera, hi ha un gran cercle únic pels dos punts. Una excepció és el parell de punts antípodes, per als quals hi ha una infinitat de grans cercles. Un petit arc de cercle gran entre dos punts és el camí superficial més curt entre ells. En aquest sentit, l'arc petit és anàleg a les "línies rectes" de la geometria euclidiana. La longitud de l'arc menor del gran cercle es pren com la distància entre dos punts de la superfície de l'esfera en la geometria riemanniana on aquests grans cercles s'anomenen cercles riemannians. Aquests grans cercles són les geodèsiques de l'esfera.
Un disc delimitat per un gran cercle s'anomena gran disc és la intersecció d'una bola i un pla que passa pel seu centre. En dimensions superiors, els grans cercles de l'esfera tallen l'esfera i els 2 plans que passen per l'origen de coordenades a l'espai euclidià.

## Execució dels camins més curts
Per demostrar que l'arc menor d'un gran cercle és el camí més curt que connecta dos punts de la superfície de l'esfera, es pot aplicar el càlcul de variacions.
Considereu la classe de tots els camins regulars des d'un punt {\displaystyle p} al segon punt {\displaystyle q} . Es poden introduir coordenades esfèriques de manera que {\displaystyle p} coincideix amb el pol nord. Qualsevol corba de l'esfera que no talli cap pol, excepte potser als extrems, es pot parametritzar mitjançant
{\displaystyle \theta =\theta (t),\quad \phi =\phi (t),\quad a\leq t\leq b}
sempre que es permeti {\displaystyle \phi } pren valors reals arbitraris. La longitud de l'arc infinitesimal en aquestes coordenades és
{\displaystyle ds=r{\sqrt {\theta '^{2}+\phi '^{2}\sin ^{2}\theta }}\,dt.}
Per tant, la longitud de la corba {\displaystyle \gamma } des del {\displaystyle p} a {\displaystyle q} és la corba funcional donada per
{\displaystyle S[\gamma ]=r\int _{a}^{b}{\sqrt {\theta '^{2}+\phi '^{2}\sin ^{2}\theta }}\,dt.}
Segons l'equació d'Euler-Lagrange, {\displaystyle S[\gamma ]} es minimitza si i només si
{\displaystyle {\frac {\sin ^{2}\theta \phi '}{\sqrt {\theta '^{2}+\phi '^{2}\sin ^{2}\theta }}}=C} ,
on és {\displaystyle C} constant independent de {\displaystyle t}, i
{\displaystyle {\frac {\sin \theta \cos \theta \phi '^{2}}{\sqrt {\theta '^{2}+\phi '^{2}\sin ^{2}\theta }}}={\frac {d}{dt}}{\frac {\theta '}{\sqrt {\theta '^{2}+\phi '^{2}\sin ^{2}\theta }}}.}
Integrant ambdues parts i tenint en compte la condició de límit, una solució realista per {\displaystyle C} és zero. Tan, {\displaystyle \phi '=0} i {\displaystyle \theta } pot ser qualsevol valor entre 0 i {\displaystyle \theta _{0}}, que vol dir que la corba ha de situar-se al meridià de l'esfera. En coordenades cartesianes això és
{\displaystyle \phi '={\frac {C\theta '}{\sin \theta {\sqrt {\sin ^{2}\theta -C^{2}}}}}} .
Integrant ambdues parts i tenint en compte la condició de límit, una solució realista per {\displaystyle C} és zero. Tan, {\displaystyle \phi '=0} i {\displaystyle \theta } pot ser qualsevol valor entre 0 i {\displaystyle \theta _{0}}, que vol dir que la corba ha de situar-se al meridià de l'esfera. En coordenades cartesianes això és
{\displaystyle x\sin \phi _{0}-y\cos \phi _{0}=0}
que és un pla que passa per l'origen de coordenades, és a dir el centre de l'esfera.

## Aplicacions
Alguns exemples de grans cercles a l'esfera celeste inclouen l'horitzó celeste, l'equador celeste, i l'eclíptica. Els grans cercles també s'utilitzen com a aproximacions força precises de geodèsics a la superfície de la Terra per a la navegació aèria o marítima (encara que no és una esfera perfecta), així com per als cossos celestes esferoïdals.
L'equador de la terra idealitzada és un gran cercle i cada meridià i el seu meridià oposat formen un gran cercle. Un altre gran cercle és el que divideix els hemisferis terrestre i aquàtic. El gran cercle divideix la terra en dos hemisferis i si el gran cercle passa per un punt ha de passar pel punt antípoda.
La transformada de Fank integra la funció al llarg de tots els grans cercles de l'esfera.